# Marie Fredriksson

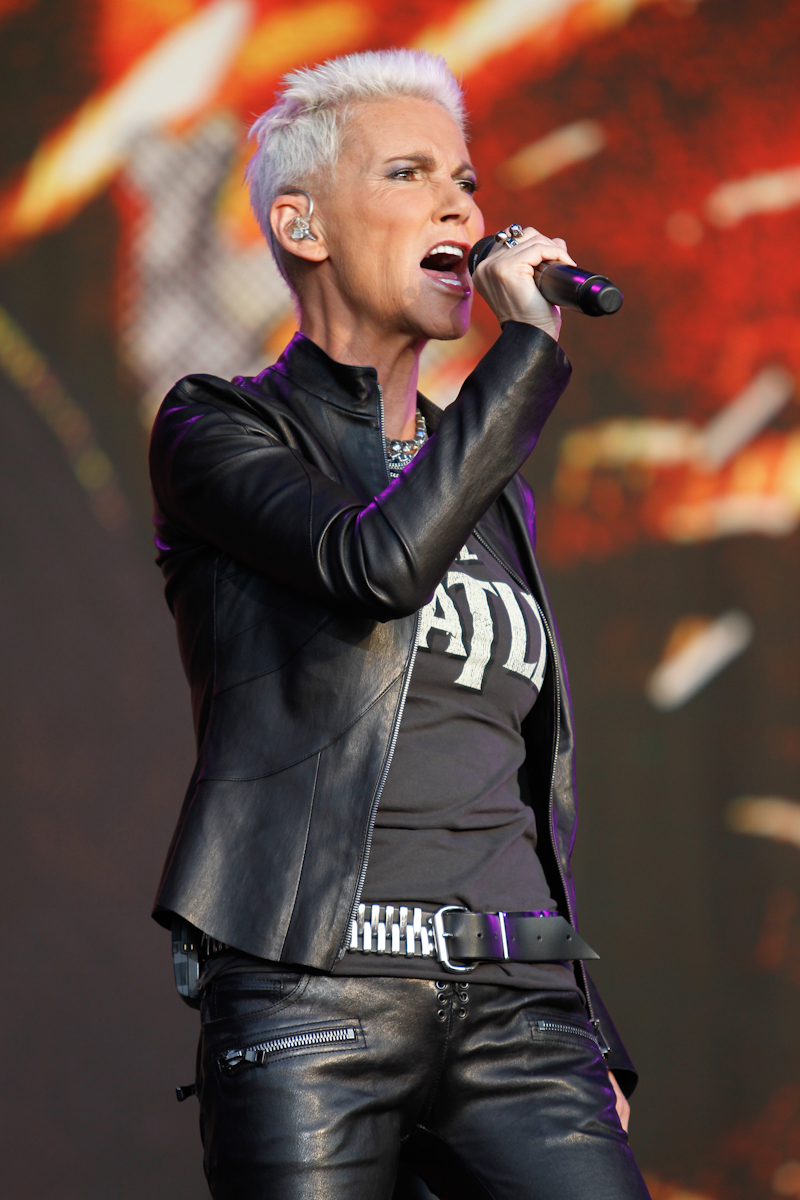
Marie Fredriksson, 2011

Gun-Marie Fredriksson, nach Heirat bürgerlich Gun-Marie Bolyos (* 30. Mai 1958 in Össjö; † 9. Dezember 2019 in Danderyd, Stockholm), war eine schwedische Sängerin. In ihrem Heimatland war sie mit Balladen und anderen Songs in Schwedisch eine der erfolgreichsten Popsängerinnen ihrer Generation. International war sie vor allem als Bandmitglied von Roxette bekannt.

## Leben

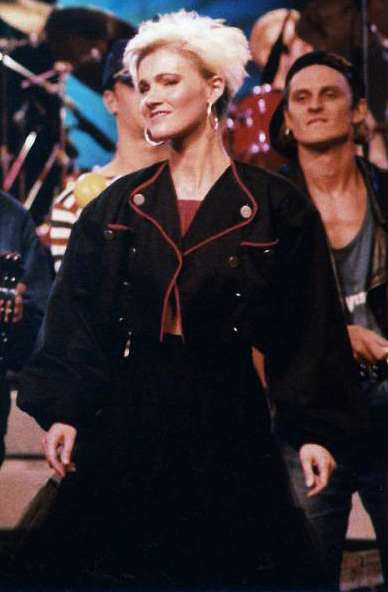
Marie Fredriksson, 1987

Fredriksson war das jüngste von fünf Kindern eines Postboten und einer Fabrikarbeiterin. Als sie sieben Jahre alt war, wurde ihre 20-jährige Schwester von einem Tanklastwagen überfahren. Fredriksson erinnerte sich 2015: „Sie war 20 – und ich kann mich heute kaum noch an sie erinnern. Aber ich erinnere mich an die Trauer, wie die Familie auseinandergerissen wurde. Vollständig. Danach musste ich für mich selbst sorgen. Stellen Sie sich vor, ich war erst sieben Jahre alt. Aber ich glaube, daraus habe ich den Kampfgeist gewonnen, der mir enorm geholfen hat – nicht zuletzt, als ich an Krebs erkrankte. Ich gebe nie auf.“
Nach dem Abitur an der Fridhem-Schule in Svalöv, wo sie den musikalischen Zweig belegte, zog Fredriksson 1977 nach Halmstad. Ab 1978 war sie Mitglied der Punk-Band Strul („Ärger“) und gründete nach deren Auflösung mit dem ehemaligen Strul-Mitglied Martin Sternhufvud die Band MaMas Barn („Mamas Kinder“), die 1982 die Platte Barn som barn herausbrachte. 1983 löste sich auch diese Band auf, und Fredriksson wurde als Solosängerin bei EMI Svenska unter Vertrag genommen. Mit dem Debütalbum Het Vind („Heißer Wind“) und der daraus ausgekoppelten Single Ännu doftar kärlek („Noch duftet Liebe“) kam sie 1984 gleich in die schwedischen Charts. Ihr zweites Album Den sjunde vågen („Die siebte Welle“), 1986 wiederum produziert mit Lasse Lindbom, war mit 90.000 verkauften Exemplaren ein noch größerer Erfolg. Fredriksson erhielt ihren ersten Rockbjörnen (als schwedischer weiblicher Künstler des Jahres).
Nachdem sie zuvor bereits als Backgroundsängerin von Per Gessles Band Gyllene Tider bzw. für ihn selbst gearbeitet hatte (sowohl bei Studioaufnahmen als auch bei Live-Auftritten), tat sie sich 1986 mit Gessle zum Duo Roxette zusammen. Die Single Neverending Love wurde zunächst in Schweden ein großer Erfolg, ebenso wie das im Oktober veröffentlichte Debütalbum Pearls of Passion. Der weltweite Durchbruch gelang 1989 mit dem Lied The Look und dem Album Look Sharp!. Welttourneen mit Millionen von Zuschauern und Plattenverkäufe im zweistelligen Millionenbereich folgten.
In den Schaffenspausen von Roxette produzierte Fredriksson ihre eigenen Alben mit selbstgeschriebenen Songs. Das dritte Soloalbum Efter Stormen, das im Oktober 1987 herauskam, erreichte in Schweden Platin-Rang. Von 1986 bis 1989 wurde sie viermal als beste Künstlerin Schwedens ausgezeichnet. 1992 erschien das vierte Soloalbum Den ständiga resan („Die ständige Reise“), das erneut den ersten Platz der schwedischen Charts erreichte. Ihre erfolgreichste Single war die Ballade Tro („Glaube“). 1992 nahm sie mit anderen Persönlichkeiten der schwedischen Musikindustrie in Stockholm an dem Wohltätigkeitskonzert Artister för miljö teil. 1996 nahm sie mit Anni-Frid Lyngstad (Frida) von ABBA das Duett Alla mina bästa år („All meine besten Jahre“) für deren Album Djupa andetag („Tiefer Atemzug“) auf. 2000 erschien ihr Best-of-Album Äntligen („Endlich“), im Sommer des Jahres tourte Fredriksson durch Schweden.
Im September 2002 wurde bei ihr ein Hirntumor diagnostiziert. Im Oktober 2004 veröffentlichte sie mit The Change ein weiteres Soloalbum, produziert mit ihrem Ehemann Mikael Bolyos. 2006 folgte ein Album mit Interpretationen ihrer Lieblingshits aus den 1960er und 1970er Jahren. Diesmal sang sie wieder auf Schwedisch, der Titel des Albums ist Min bäste vän. („Mein bester Freund“) Im Sommer 2006 nahm sie mit Per Gessle zwei neue Lieder auf, die im Herbst auf einem weiteren Greatest-Hits-Album von Roxette erschienen.
Nachdem die Gruppe seit Fredrikssons Krebserkrankung nicht wieder aufgetreten war, feierte Roxette bei der Night of the Proms 2009 ein Comeback. Im Februar 2011 erschien nach zehn Jahren das erste Studioalbum mit dem Namen Charm School, das auf den ersten Platz der deutschen Charts einstieg. Es folgte eine Tournee über mehrere Kontinente. Im März 2012 wurde mit Travelling ein weiteres Roxette-Album veröffentlicht. Fredriksson absolvierte seit der Erkrankung nur wenige Soloauftritte, beispielsweise bei den Hochzeiten von Kronprinzessin Victoria von Schweden mit Daniel Westling 2010 und von Madeleine von Schweden mit Christopher O’Neill 2013. Im selben Jahr erschien auch ihr achtes und letztes Soloalbum Nu!, gefolgt von einer Tournee durch Schweden. 2015 veröffentlichte sie ihre Autobiografie (mit Helena von Zweigbergk), die in mehrere Sprachen übersetzt wurde.
Die für den Sommer 2016 angekündigte Tour wurde wegen Fredrikssons Gesundheitszustand abgesagt. Kurze Zeit später verkündete sie ihren endgültigen Abschied vom Tourleben. Am 9. Dezember 2019 starb sie im Alter von 61 Jahren an den Folgen ihrer Krebserkrankung.
Fredriksson heiratete 1983 den Musiker Gert Arne Claesson, wurde aber noch im selben Jahr geschieden. In den späteren 1980er Jahren lebte sie mit ihrem Produzenten Lasse Lindbom zusammen. 1994 heiratete sie den Musiker Mikael Bolyos; aus der Verbindung gingen zwei Kinder (* 1993 und * 1996) hervor.

## Auszeichnungen
Neben dem Rockbjörnen erhielt Fredriksson (als Solokünstlerin ebenso wie mit Roxette) auch mehrfach den Grammis. 2003 wurde sie von König Carl XVI. Gustaf mit der Medaille Litteris et Artibus ausgezeichnet.

## Diskografie
Für Veröffentlichungen als Teil von Roxette siehe Roxette/Diskografie.

### Alben
| Jahr | Titel                                         | Höchstplatzierung, Gesamtwochen, AuszeichnungChartsChartplatzierungen (Jahr, Titel, Platzierungen, Wochen, Auszeichnungen, Anmerkungen) | Anmerkungen                              |
| Jahr | Titel                                         | SE | Anmerkungen                              |
| ---- | --------------------------------------------- | --- | ---------------------------------------- |
| 1984 | Het vind                                      | SE20 (4 Wo.)SE | Erstveröffentlichung: 20. September 1984 |
| 1986 | Den sjunde vågen                              | SE6 (10 Wo.)SE | Erstveröffentlichung: 17. Mai 1986       |
| 1987 | Efter stormen                                 | SE1 Platin · (11 Wo.)SE | Erstveröffentlichung: 12. Oktober 1987   |
| 1992 | Den ständiga resan                            | SE1 Platin · (9 Wo.)SE | Erstveröffentlichung: 29. Oktober 1992   |
| 1996 | I en tid som vår                              | SE2 Platin · (20 Wo.)SE |                                          |
| 2000 | Äntligen – Marie Fredrikssons bästa 1984-2000 | SE1 ×3Dreifachplatin · (… Wo.)SE | Erstveröffentlichung: 31. März 2000      |
| 2004 | The Change                                    | SE1 Gold · (15 Wo.)SE | Erstveröffentlichung: 15. November 2004  |
| 2006 | Min bäste vän                                 | SE3 (11 Wo.)SE | Erstveröffentlichung: 14. Juni 2006      |
| 2007 | Tid för tystnad – Marie Fredrikssons ballader | SE32 (5 Wo.)SE | Erstveröffentlichung: 28. November 2007  |
| 2013 | Nu!                                           | SE6 (8 Wo.)SE | Erstveröffentlichung: 20. November 2013  |
| 2024 | Live från Cirkus                              | SE26 (1 Wo.)SE | Erstveröffentlichung: 13. Dezember 2024  |

Weitere Alben
- 2000: Äntligen sommarturne Live

### Singles
| Jahr | Titel Album                 | Höchstplatzierung, Gesamtwochen, AuszeichnungChartsChartplatzierungen (Jahr, Titel, Album, Platzierungen, Wochen, Auszeichnungen, Anmerkungen) | Anmerkungen                                                      |
| Jahr | Titel Album                 | SE | Anmerkungen                                                      |
| ---- | --------------------------- | --- | ---------------------------------------------------------------- |
| 1984 | Ännu doftar kärlek Het vind | SE18 (1 Wo.)SE | Erstveröffentlichung: 15. Mai 1984                               |
| 1987 | Efter stormen               | SE7 (6 Wo.)SE | Erstveröffentlichung: 21. September 1987                         |
| 1989 | Sparvöga –                  | SE6 Gold · (5 Wo.)SE | Erstveröffentlichung: 22. Februar 1989                           |
| 1996 | Tro I en tid som vår        | SE8 (29 Wo.)SE |                                                                  |
| 1997 | Alla mina bästa år –        | SE54 (1 Wo.)SE | mit Frida                                                        |
| 2000 | Äntligen –                  | SE34 (8 Wo.)SE |                                                                  |
| 2000 | Det som var nu –            | SE59 (2 Wo.)SE | mit Patrik Isaksson                                              |
| 2004 | 2:nd Chance The Change      | SE8 (13 Wo.)SE |                                                                  |
| 2006 | Sommaräng Min bäste vän     | SE21 (9 Wo.)SE |                                                                  |
| 2008 | Där du andas –              | SE1 (10 Wo.)SE | Titelsong des schwedischen Kinofilms ARN - Riket vid vägens slut |